# Lista regiunilor în Renania-Palatinat
Lista regiunilor Rheinland-Pfalz din bazinul Eifel, Hunsrück, Westerwald, Rheinhessen și Pfalz:
| 1. Ahrgebirge 2. Ahrtal 3. Alzeyer Hügelland 4. Bienwald 5. Binger Wald 6. Bitburger Land 7. Bopparder Hamm 8. Breisiger Ländchen 9. Buchfinkenland 10. Cochemer Krampen 11. Dahner Felsenland 12. Eifel 13. Einrich 14. Gräfensteiner Land 15. Hochwald 16. Hohe Eifel 17. Hoher Westerwald 18. Holzland 19. Hunsrück 20. Idarwald 21. Islek 22. Kaiserslauterer Becken 23. Kannenbäckerland 24. Kondelwald 25. Kröver Reich 26. Kroppacher Schweiz 27. Kyllwald 28. Landstuhler Bruch 29. Lützelsoon 30. Maifeld 31. Mehringer Schweiz 32. Meulenwald 33. Mittelmosel 34. Mittelrhein 35. Moselberge 36. Moseltal 37. Mosel-Saar-Ruwer 38. Nahetal 39. Nahe-Bergland 40. Neuwieder Becken 41. Oberer Mundatwald | 1. Obermosel 2. Osburger Hochwald 3. Pellenz 4. Pfälzer Bergland 5. Pfälzerwald 6. Pfälzische Moorniederung 7. Pfälzische Rheinebene 8. Pfalz 9. Prümer Kalkmulde 10. Rheinhessen 11. Rheinhessische Schweiz 12. Rheinhessisches Hügelland 13. Ruwertal 14. Saargau 15. Saartal 16. Salmwald 17. Schneifel 18. Schönecker Schweiz 19. Schwarzwälder Hochwald 20. Sickinger Höhe 21. Siegerland 22. Soonwald 23. Stumpfwald 24. Südpfalz 25. Südwestpfälzische Hochfläche 26. Trierer Tal 27. Untermosel 28. Viertäler 29. Vordereifel 30. Vorderpfalz 31. Vorderwesterwald 32. Vulkaneifel 33. Wasgau 34. Weinstraße (Pfalz) 35. Westerwald 36. Westrich 37. Wildenburger Land 38. Wittlicher Senke 39. Wonnegau 40. Zeller Hamm 41. Zweibrücker Hügelland |